# Genro Koudela

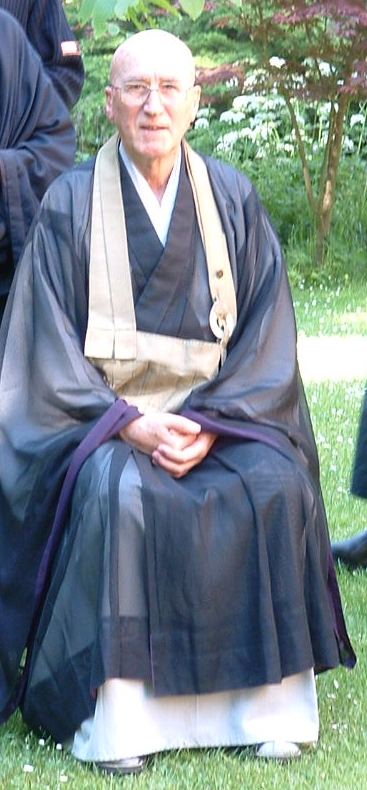
Genro Seiun Osho

Genro Seiun, eigentlich Herbert Koudela (* 22. November 1924 in Wien; † 28. November 2010 in Brunn am Gebirge) war ein österreichischer Zen-Priester, Lehrer und Leiter des von ihm begründeten Bodhidharma Zendo in Wien. Die Zeit von 1948 bis 1979 verbrachte er im Ausland, überwiegend in den USA. 1979 kehrte er nach Wien zurück und blieb entgegen seiner ursprünglichen Absicht in Österreich.

## Leben
Nach Schulabschluss und Ausbildung zum Graphiker wurde Koudela 1943 bis 1945 zur deutschen Wehrmacht eingezogen und geriet in der Folge in Kriegsgefangenschaft. 1948 ging er nach Holland, anschließend nach England und Kanada, bevor er endgültig in die USA emigrierte. Er ließ sich 1954 in Philadelphia, Pennsylvania nieder, wo er die Kunstakademie besuchte und eine Ausbildung zum Maler absolvierte. Seine beruflichen und künstlerischen Erfolge brachten ihm aber nicht die Ruhe und Zufriedenheit, die er so dringend gesucht hatte.
Als entscheidend für seinen weiteren Weg erwies sich eine Begegnung mit dem ebenfalls aus Wien stammenden David Steindl-Rast. Dieser praktizierte Zen-Meditation, die er bei Shunryu Suzuki Roshi in Kalifornien studiert hatte, auch nachdem er Benediktiner-Mönch geworden war. Herbert Koudela, der nunmehr erfolgreiche Porträtmaler der besseren Gesellschaft, zog sich des Öfteren in das Benediktinerkloster Mount Saviour in Elmira, New York zurück, um zu fasten und zu meditieren. So auch zu Ostern 1972, wo Kyozan Joshu Sasaki Roshi in Begleitung der Nonne Gesshin, der späteren Zen-Meisterin Prabhasa Dharma Roshi zu Besuch war. Koudela beschloss, mit dem Zen-Training zu beginnen.

## Buddhismus
1973 wurde Koudela, damals Schüler von Kyozan Joshu Sasaki Roshi, zum Zen-Mönch geweiht und erhielt den Namen Genro. In Sasaki Roshis „Mount Baldy“-Kloster wurde Genro 1975 zum Zen-Priester (Oshō) geweiht und erhielt den Namen Seiun.
Genro Seiun wirkte am Aufbau mehrerer Zen-Zentren in den USA mit und war zeitweilig Abt des „Bodhi Manda“ Zen-Zentrum in New Mexico.
1979 war Genro Seiun Osho einer der sehr wenigen voll ordinierten Zen-Mönche europäischer Herkunft. Kurz nach seiner Ankunft in Wien, in diesem Jahr, sammelte sich eine Gruppe von Zen-Interessierten um ihn, und noch im selben Jahr gründete er das „Bodhidharma Zendo Wien“ und half mit am Aufbau des buddhistischen Zentrums am Fleischmarkt in Wien.
Ab 1980 lud Genro seinen Lehrer Joshu Roshi jährlich zu einem Sesshin (längere Meditationssitzung) in Österreich ein, zu dem Zen-Interessierte aus ganz Europa anreisten. Genro selbst hielt im Buddhistischen Zentrum Scheibbs einige Sesshins pro Jahr ab. Aufenthalte im Kloster Mount Baldy und in Japan erweiterten seine Ausbildung.
Nach der staatlichen Anerkennung des Buddhismus in Österreich wurde in Wien die Ordensgemeinschaft „Rinzai-Ji“ gegründet, deren Oberhaupt Genro war. 1986 wurde er zum Präsidenten der „Österreichischen Buddhistischen Religionsgesellschaft“, der Dachorganisation der österreichischen Buddhisten, gewählt. Er blieb dies bis 2001 und war danach Ehrenpräsident.
Unter seiner Leitung entwickelte sich das Buddhistische Zentrum Scheibbs zu einem europaweit anerkannten Meditations- und Ausbildungszentrum. Genros Schüler gründeten Zen-Gemeinschaften und ~Gruppen in Österreich (Innsbruck, Salzburg, Linz), Deutschland (Augsburg, Kempten, Düsseldorf) und Norwegen.
Erst in seinem 86. Lebensjahr schränkte Genro Seiun Osho, der als einer von sehr wenigen westlichen Buddhisten befugt war, Koan Praxis zu lehren, seine Aktivitäten bei der Leitung von Sesshins ein.
Bis zu seinem Lebensende leitete er das Bodhidharmazendo in Wien, wo er auch Vorträge hielt. Sein Lehrer Kyozan Joshu Sasaki Roshi, verlieh ihm posthum den Titel Dai Osho (Großmeister).

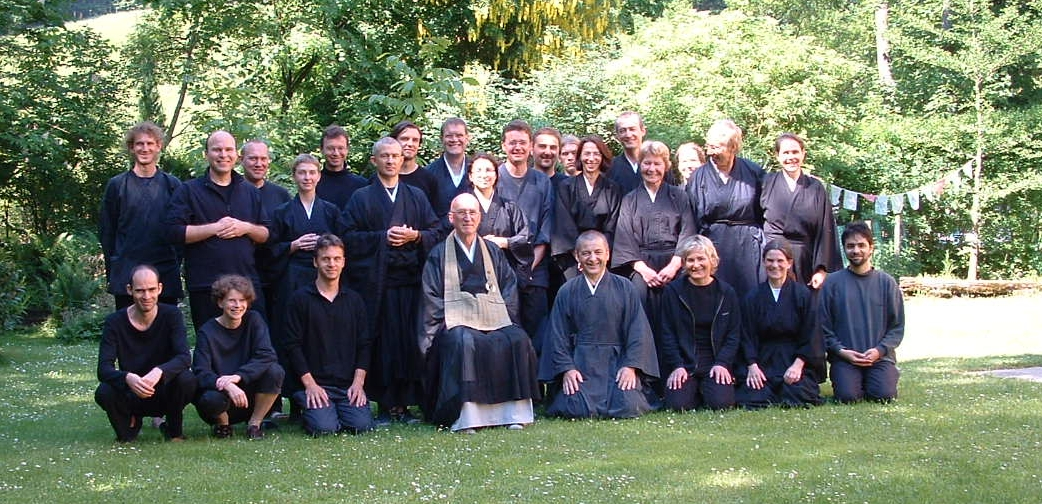
Genro Seiun Osho und Sesshin-Teilnehmer